# 해피에어
해피에어(영어: Happy Air, 태국어: แฮปปี้แอร์)는 태국에 본사를 둔 작은 항공사로, 방콕의 수완나품 국제공항을 출발하는 국내선 항공편과 전세 서비스를 제공했다. 2009년 4월 3일에 설립되어 2015년 2월에 영업을 중단하였다.

## 목적지
해피에어는 수완나품 국제공항에서 춤폰 공항과 라농 공항으로 가는 정기 항공편과 전세 서비스를 제공했다.